# 키스톤 서비스
키스톤 서비스(영어: Keystone Service)는 미국 뉴욕주 뉴욕 펜실베이니아 역 또는 펜실베이니아주 필라델피아 30th 스트리트 역에서 펜실베이니아주 해리스버그 해리스버그 역까지 운행되는 지역 철도로서 일부 구간은 고속철도이다.

## 개요
이 열차는 암트랙의 노선 중 다섯 번째로 수요가 많은 노선으로 2013년 통계에서 1,466,504명이 이 노선을 이용했다. 이는 2012년 기준으로 연간 3.2%가 늘어났다. 일부 열차는 노스이스트 코리더 노선을 따라 미국 뉴욕주 뉴욕 펜실베이니아 역까지 운행하며 대부분의 열차는 펜실베이니아주 필라델피아 30th 스트리트 역까지 운행한다.

## 운행 노선

암트랙 키스톤 서비스 노선도 (interactive map)

## 사진

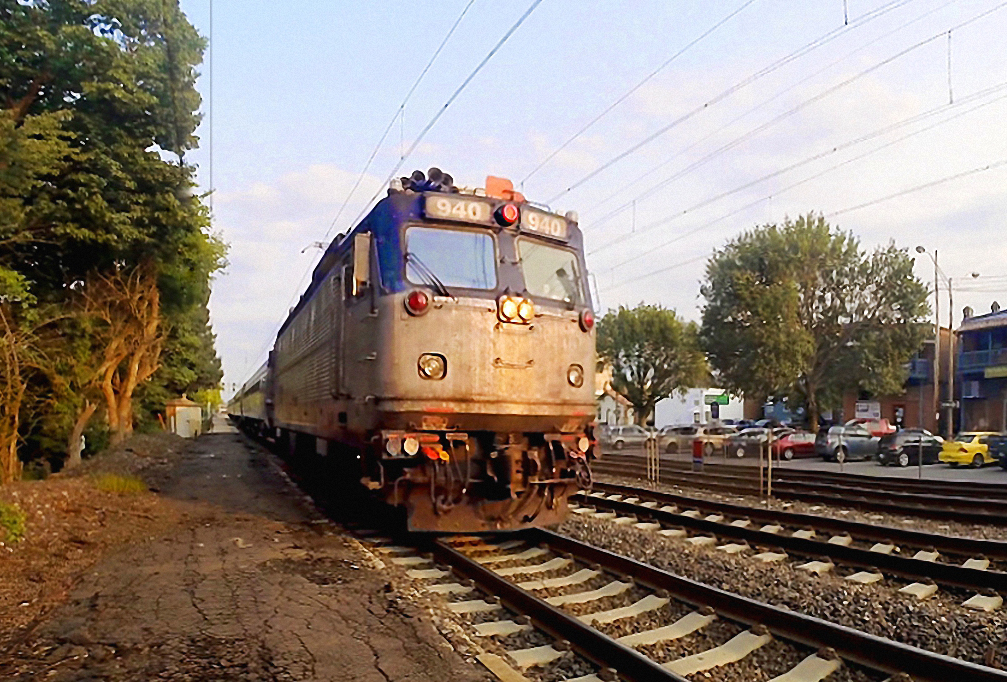
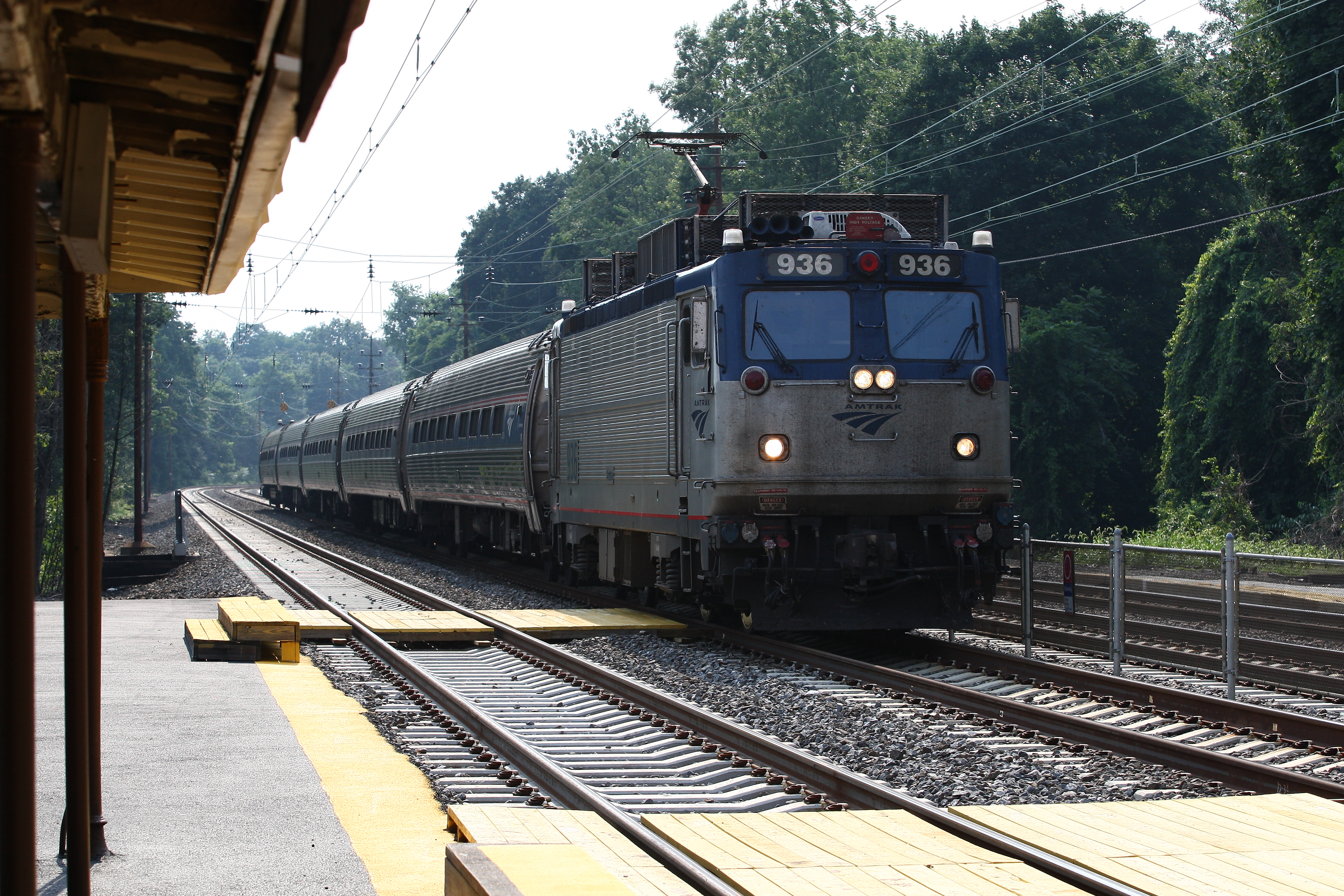
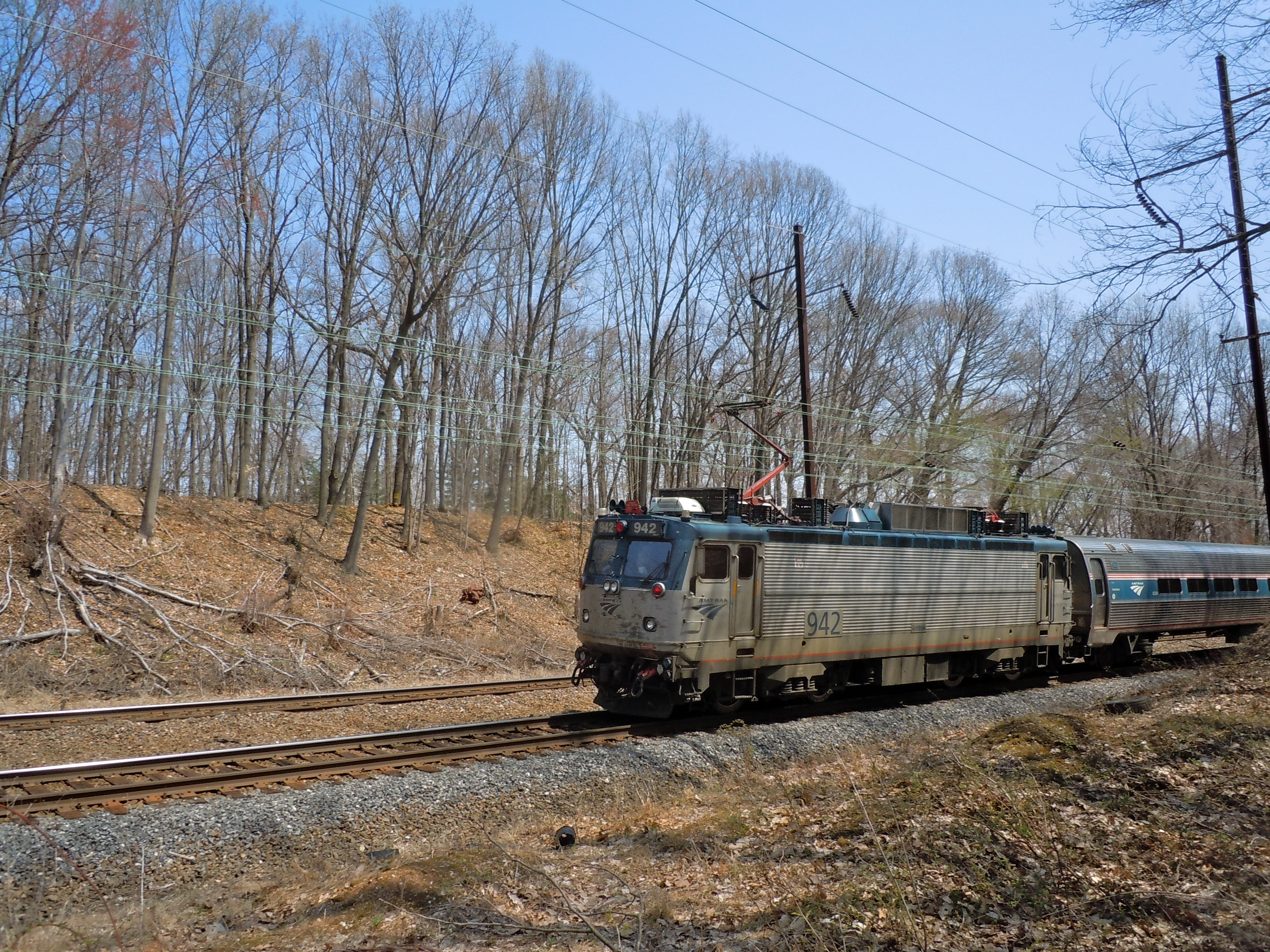
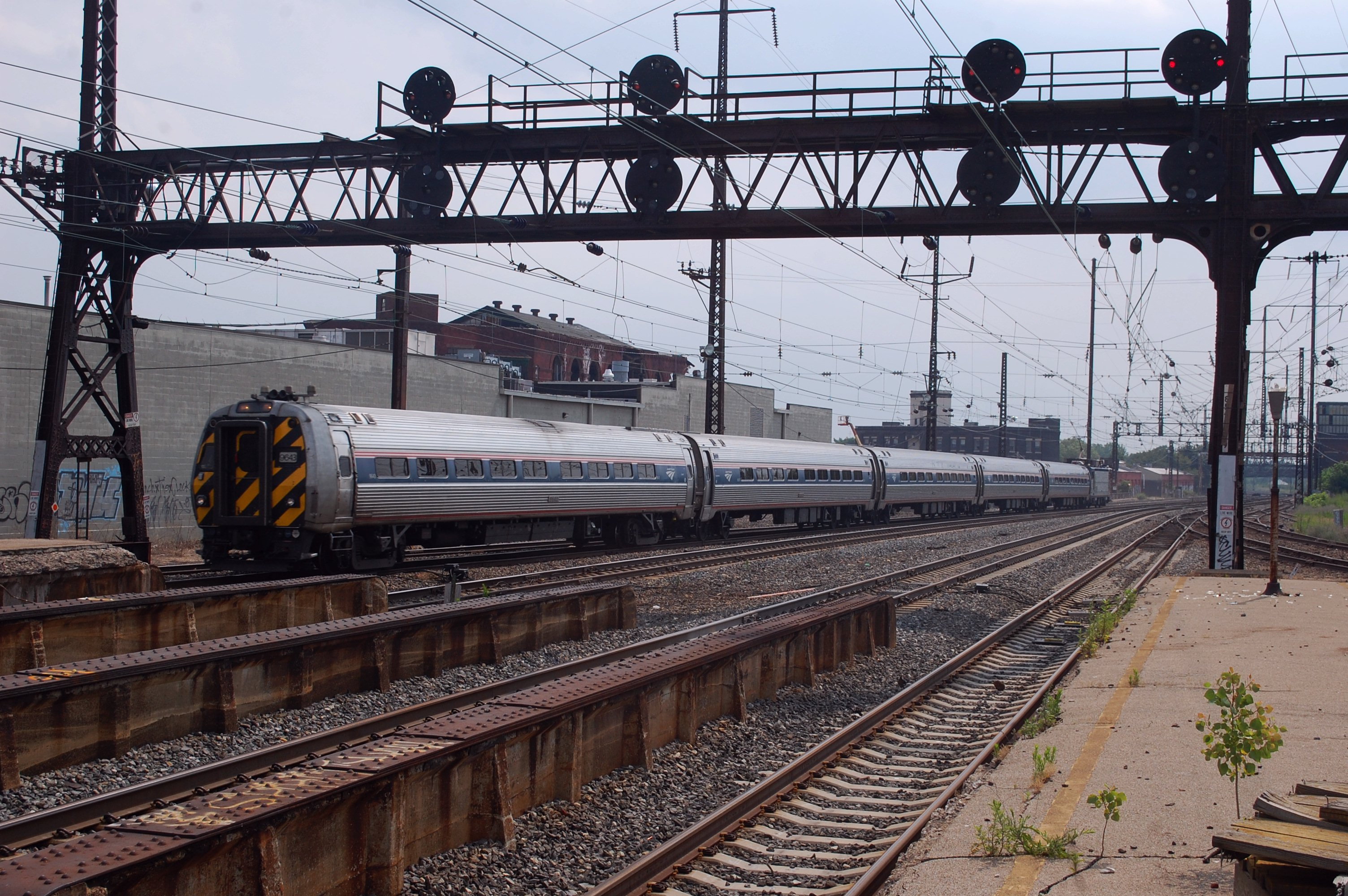
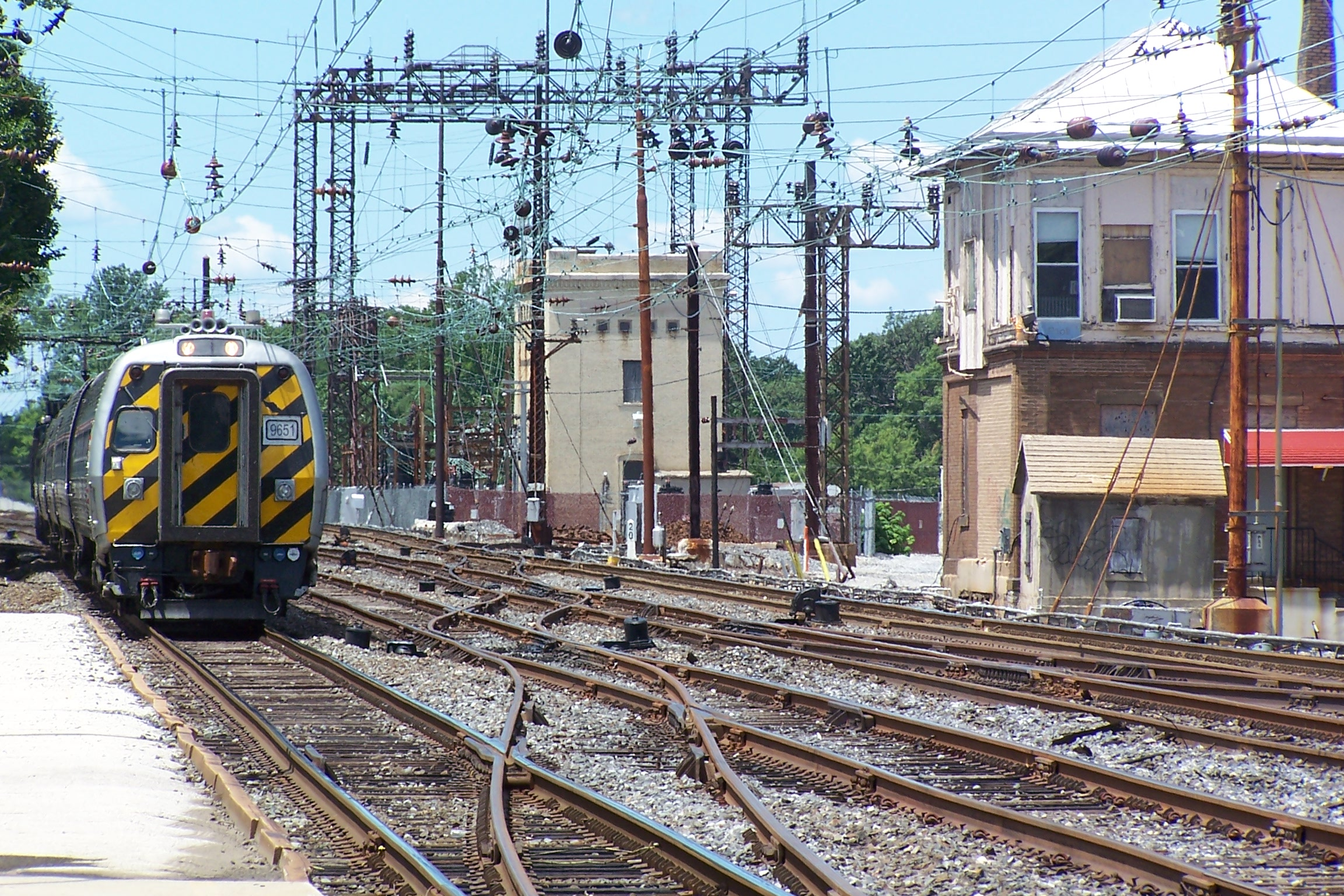
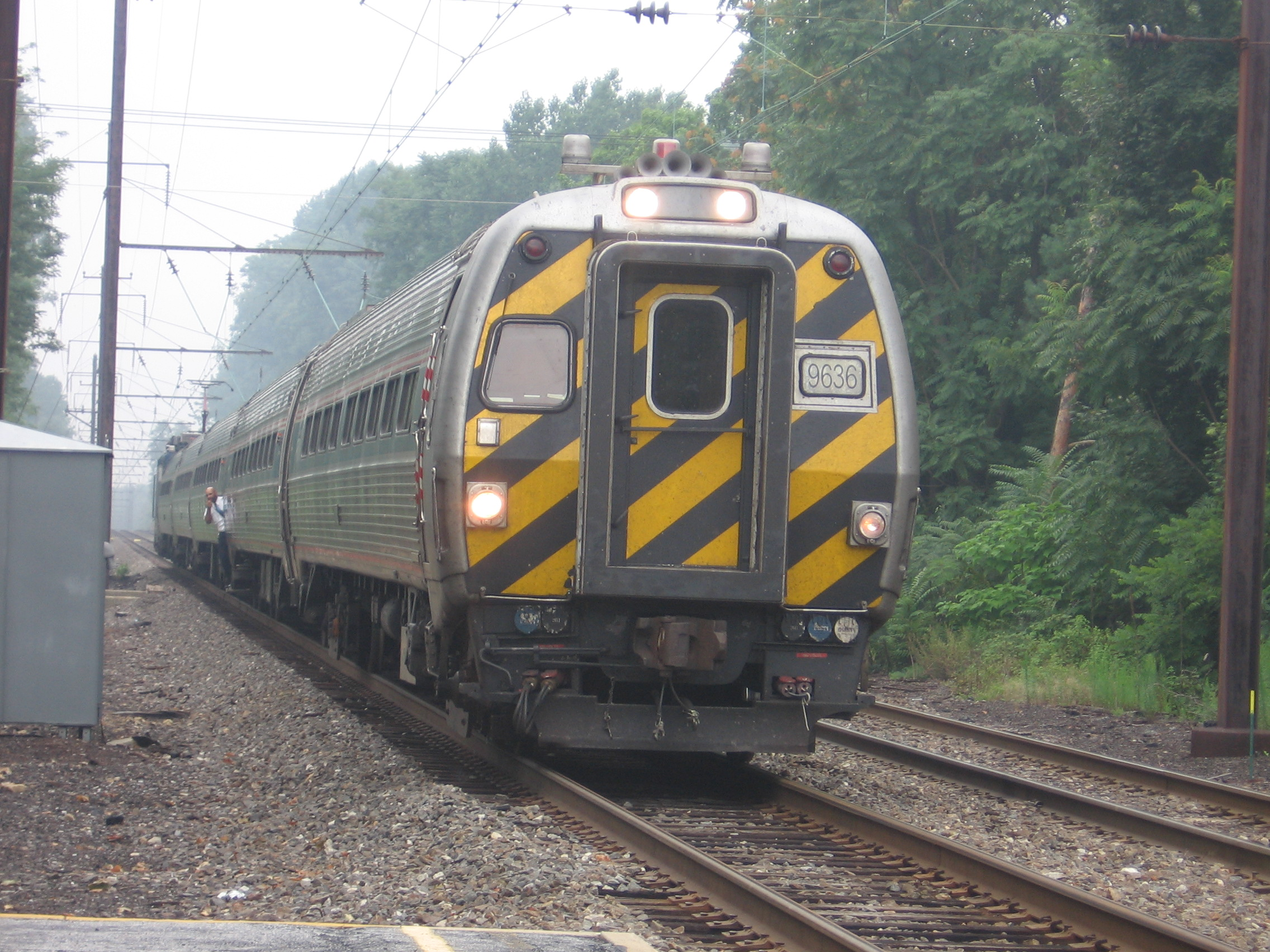